# Ja tebja ljublu
Ja tebja ljublu è un singolo del cantautore russo Nikolaj Noskov, il terzo estratto dal suo album di debutto Blaž e pubblicato nel 1998.